# Färila flygbas
Färila flygbas (IATA: -, ICAO: ESNF) även ibland kallad Föne flygbas, var mellan åren 1963 och 2005 en militär flygbas (Fält 46) strax norr om riksväg 84 i småorten Föne, cirka 13 km norr om Färila och 20 km väster om Ljusdal i Gävleborgs län. 

## Historik
Flygbasen påbörjades att anläggas 1963 och utökades 1991 med nya bansystem. Flygbasen är utbyggd både till Bas 60 och senare  Bas 90-systemen. Basen bestod av totalt fyra rullbanor, bana 12/30 var flygbasens enda fasta, de övriga tre rullbanorna var så kallade vägbaser, vilka var placerade inom en radie av maximum 5 km i ostsydost, sydostlig och nordvästlig riktning om huvudbanan. Flygbasen tillhörde från början F 16 Uppsala, men övergick till F 4 Frösön i samband med att F 16 Uppsala avvecklades 2003. Genom försvarsbeslutet 2004 kom även F 4 Frösön att avvecklas, med det avvecklades även Färila flygbas år 2005. I samband med att flygbasen avvecklades köpte Ljusdals kommun flygbasen med tillhörande mark för 4,8 miljoner kronor.